# Eleanor Cobham
Eleanor Cobham (Surrey, 1400 – Anglesey, 7 de julho de 1452) foi uma nobre inglesa. Foi amante e, mais tarde, a segunda esposa de Humberto, duque de Gloucester. Em 1441, foi forçada a divorciar-se dele e condenada a uma pena de prisão perpétua por alegadamente ter cometido necromancia. O mais provável é que a sentença tenha tido motivações políticas.

## Origens
Eleanor era a filha mais nova de Sir Reginald Cobham (m. 1445), que vivia em Sterborough, no Surrey; e da sua primeira esposa, Eleanor Culpeper (m. 1422), filha de Sir Thomas Culpeper.

## Amante e esposa do duque de Gloucester
Por volta de 1422, Eleanor tornou-se dama de companhia de Jaqueline de Hainaut que depois de se divorciar de João IV, duque de Brabante, tinha fugido para a Inglaterra em 1421. Em 1423, Jaqueline casou-se com Humberto, duque de Gloucester, o filho varão mais novo do rei Henrique IV que, desde a morte do seu irmão mais velho, Henrique V, era o Lorde Protetor do rei-menino Henrique VI.
Gloucester partiu para França para lutar pelo controlo das terras da sua esposa em Hainaut e, quando regressou a Inglaterra em 1425, Eleanor tornou-se sua amante. Em janeiro de 1428, o casamento do duque com Jaqueline foi anulado e ele casou-se com Eleanor. Segundo G.L. Harrison: "Eleanor era bonita, inteligente e ambiciosa e Humberto era culto, gostava dos prazeres da vida e era famoso." Nos anos seguintes, os dois foram as figuras centrais de uma corte pequena, mas exuberante baseada no Palácio de Placentia em Greenwich. Lá, rodeavam-se de poetas, músicos, académicos, médicos, amigos e acólitos.
Em 1435, o irmão mais velho de Gloucester, João, duque de Bedford, morreu. Isto fez com que Humberto se tornasse no herdeiro presuntivo do trono inglês. Gloucester também reclamou o cargo de regente que até ali era ocupado pelo seu irmão, mas o conselho travou as suas ambições. A sua mulher, Eleanor, tinha alguma influência na corte e parece ter criado uma relação com Henrique VI. Em novembro de 1435, Gloucester tinha partilhado todas as suas posses com Eleanor. Seis meses depois, em abril de 1436, ela recebeu as vestes de duquesa na cerimónia da Jarreteira.

## Julgamento e prisão

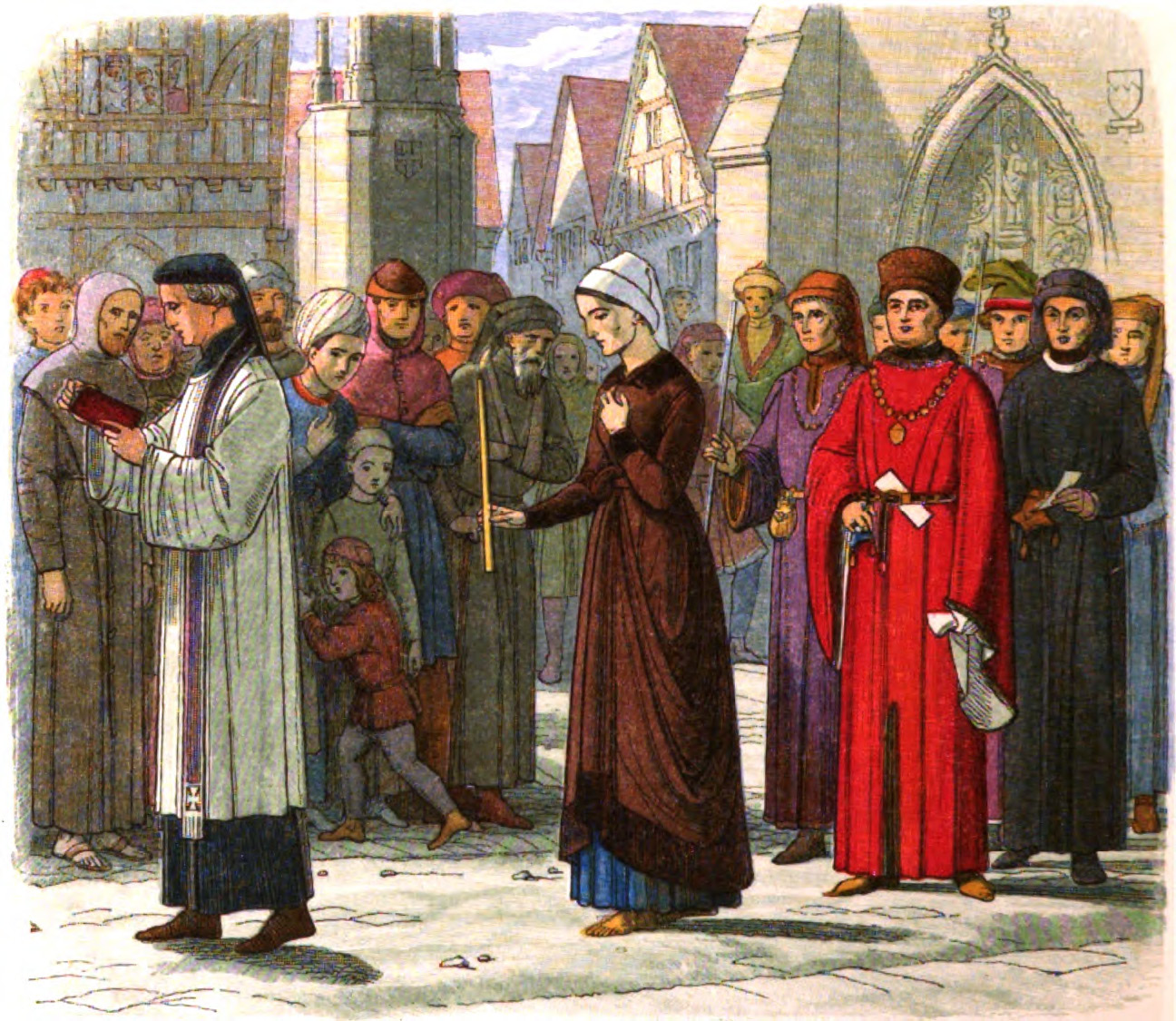
A penitência pública de Eleanor Cobham de A Chronicle of England de J.W.E. Doyle, 1864

Eleanor consultava astrólogos para tentar adivinhar o seu futuro. Os astrólogos Thomas Southwell e Roger Bolingbroke previram que Henrique VI iria sofrer de uma doença que lhe ameaçaria a vida em julho ou agosto de 1441. Quando os rumores desta previsão chegaram aos guardiões do rei, eles também consultaram astrólogos e estes não encontraram qualquer sinal dessa doença nas suas previsões. Isto foi um conforto para o rei, que tinha ficado perturbado com os rumores. Os guardiões seguiram os rumores até à sua fonte e interrogaram Southwell, Bolingbroke e John Home (o confessor pessoal de Eleanor) e prenderam Southwell e Bolingbroke com acusações de traição por necromancia. Bolingbroke acusou Elenor de ser a instigadora, mas esta tinha fugido e pedido santuário na Abadia de Westminster e não podia ser julgada nos tribunais. É possível que as acusações contra ela tenham sido exageradas para acalmar as ambições do seu marido.
Eleanor foi examinada por um grupo de homens religiosos enquanto se encontrava em santuário e negou a maioria das acusações, mas confessou ter comprado poções a Margery Jourdemayne, "a bruxa do olho". A sua explicação foi que procurou as poções para a ajudar a ter filhos. Eleanor e os restantes conspiradores foram considerados culpados. Southwell morreu na Torre de Londres, Bolingbroke foi enforcado, arrastado e esquartejado e Jourdemayne foi queimada na fogueira. Eleanor teve de fazer uma penitência pública em Londres, divorciar-se do seu marido e foi condenada a uma pena de prisão perpétua. Eleanor cumpriu a sua penitência ao longo de três dias de novembro e foi obrigada a caminhar descalça para três igrejas. Foram escolhidos dias de mercado para que esta fosse o mais humilhada possível. O seu casamento com Humberto terminou com um divórcio imposto por lei que lhe retirou todos os títulos e direitos à riqueza do duque.
Em 1442, Eleanor foi presa no Castelo de Chester. No ano seguinte, foi transferida para o Castelo de Kenilworth. Esta transferência pode ter sido motivada por receios de que Eleanor estaria a conquistar a simpatia do povo uma vez que, alguns meses antes, uma mulher de Kent tinha repreendido Henrique VI em Black Heath pela forma como tinham tratado Eleanor e disse que este devia reuni-la com o marido. A mulher foi executada. Em julho de 1446, Eleanor foi transferida para a Ilha de Man e, por fim, em março de 1449, foi levada para o Castelo de Beaumaris em Anglesey, onde morreu a 7 de julho de 1452.

## Filhos
O marido de Eleanor, Humberto, tinha dois filhos: Artur e Antigone. As fontes dividem-se sobre se eles seriam filhos de Eleanor que teriam nascido antes do casamento ou se seriam fruto de um caso com uma ou mais amantes. K.H. Vickers, Alison Weir e Cathy Hartley sugerem que Eleanor era a sua mãe, mas outros autores dizem que se desconhece a mãe dos filhos de Humberto. Contudo, Antigone teve o seu primeiro filho em novembro de 1436, o que parece sugerir que ela nasceu, no máximo, em 1424, pelo que poderá ter nascido antes de Eleanor se ter envolvido com Humberto. Assim, os filhos podiam não ser dela.